# Manuel Zelaya
José Manuel Zelaya Rosales, född 20 september 1952 i Catacamas, Olancho, är en honduransk politiker (liberala partiet), som var Honduras president från den 27 januari 2006 till den 28 juni 2009. Han avsattes i en statskupp och ersattes tillfälligt av kongressens talmann Roberto Micheletti. Zelayas anhängare och andra motståndare till kuppen organiserade sig i Nationella fronten mot statskuppen (FNCGE).
Den 27 januari 2022 tillträdde Manuel Zelayas fru Xiomara Castro som Honduras president. Hon blev då landets första kvinnliga president.

## Biografi
Manuel Zelaya tillträdde posten som Honduras president den 27 januari 2006, då han efterträdde Ricardo Maduro. Den 24 mars 2009 utlyste Zelaya en rådgivande folkomröstning om att ändra grundlagen. Kritiker menade att han ville göra det möjligt att bli omvald. Till dessa hörde landets högste militära befälhavare, Romeo Vásquez som vägrade medverka till folkomröstningens genomförande. Zelaya avskedade då Vásquez den 24 juni, men Högsta domstolen beslutade dagen därpå att Vásquez skulle återinsättas.

### Statskuppen mot Zelaya 2009
I gryningen den 28 juni 2009, samma dag som folkomröstningen skulle hållas, greps Zelaya i presidentpalatset av en grupp soldater och fördes, endast iförd pyjamas, till Costa Rica. Kongressen utsåg talmannen Roberto Micheletti, partikamrat till Zelaya, till interimspresident.
Denna statskupp fördömdes omedelbart av FN:s generalförsamling som senare bjöd in en representant för Zelaya att tala vid toppmötet i New York. Den amerikanska samarbetsorganisationen Organization of American States (OAS) uteslöt Honduras, på grund av den illegitima regeringen. EU drog in allt bistånd till landet och Internationella valutafonden (IMF) fryste sina lån till Honduras. Nationella motståndare till kuppen organiserade sig i Frente Nacional Contra el Golpe de Estado.
Den 21 september återvände Zelaya (med hjälp av de sydamerikanska presidenterna Hugo Chávez och Evo Morales) till Honduras, där han tog skydd på Brasiliens ambassad i Tegucigalpa. Därifrån kunde Zelaya delta i förhandlingar med kuppmakarna. 
Under ledning av Costa Ricas president Óscar Arias kunde man den 29 oktober enas om en överenskommelse i åtta punkter:
1. Bildande av en ”enhets- och försoningsregering”
2. Nej till politisk straffrihet (eller amnesti)
3. Zelayas krav på en nationell församling för en ny konstitution drogs tillbaka
4. Presidentval hålls den 29 november, i vilket varken Micheletti eller Zelaya skulle kandidera
5. Försvarsmakten leder valmyndigheten
6. Zelaya återinsätts, om parlamentet godkänner detta
7. En sanningskommission och en internationell bevakningskommission inrättas
8. De internationella sanktionerna mot landet hävs

Sent på torsdagen den 5 november lokal tid, endast tio minuter före tidsfristen för bildandet av den nya övergångsregeringen, meddelade Micheletti i ett radio- och tv-tal, att Zelaya, i strid med avtalet, skulle ställas utanför denna regering. En talesman för Manuel Zelaya förklarade då omedelbart att överenskommelsen därmed inte längre var giltig.